# Castel Giorgio
Castel Giorgio är en ort och kommun i provinsen Terni i regionen Umbrien i Italien. Kommunen hade 2 105 invånare (2018).